# إنسو

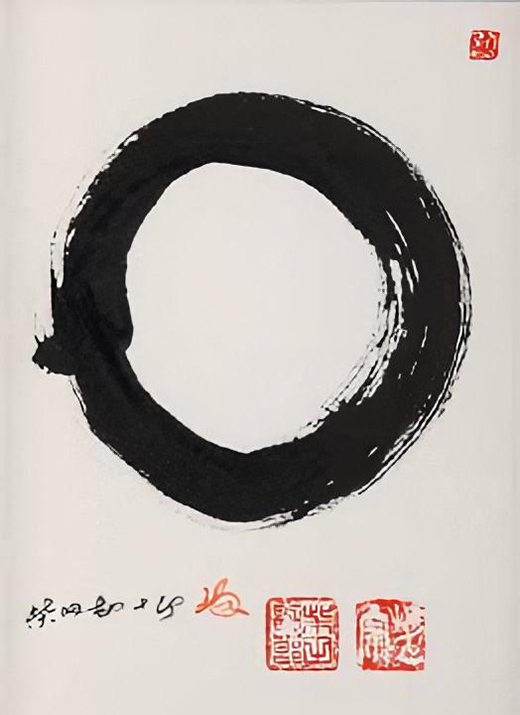
من طرف Kanjuro Shibata XX. يرسم بعض الفنانين فتحة في الدائرة، بينما يغلق آخرون الدائرة.

إنسو (باليابانية: 円相، بالروماجي: Ensō)(الشكل الدائري) عند الزن هي عبارة عن دائرة مرسومة يدويًا بضربة واحدة أو اثنتين من ضربات الفرشاة غير المقيدة للتعبير عن اللحظة التي يكون فيها العقل حرًا للسماح للجسم بالأبداع.

## الوصف
ترمز كلمة «إنسو» إلى التنوير المطلق والقوة والأناقة والكون وmu «مو» (الفراغ). يتميز ببساطته المأخوذة من الجماليات اليابانية.
رسم «إنسو» هو ممارسة إبداعية منضبطة للرسم بالحبر الياباني، sumi-e «سومي إي». أدوات وآليات رسم الأنسو هي نفسها المستخدمة في كتابة الخط الياباني التقليدي: يستخدم المرء فرشاة حبر لتطبيق الحبر على ورق washi «الواشي» (ورق ياباني رفيع).
قد تكون الدائرة مفتوحة أو مغلقة. في الحالة الأولى، تكون الدائرة غير مكتملة، مما يسمح بالحركة والتطور بالإضافة إلى كمال كل الأشياء. يربط ممارسو Zen «الزِن» الفكرة بجمال النقص wabi-sabi. في الحالة الثانية، عندما تكون الدائرة مغلقة، فإنها تمثل الكمال، على عكس الشكل المثالي لأفلاطون، والسبب في استخدام الدائرة لقرون في بناء النماذج الكونية (انظر بطليموس).
في العادة، يرسم الشخص «إنسو» بسحب سائل واحد، سكتة معبرة. عند رسمها وفقًا لأسلوب sōsho «سوشو» (مخطوطة) للخط الياباني، تكون ضربة الفرشاة سريعة بشكل خاص. حالما يتم رسم الـ «إنسو»، يجب إلا يغيره المرء. إنها تدل على منشئها وسياق إنشائها في فترة زمنية وجيزة ومتواصلة.يعد الرسم ممارسة روحية يمكن للمرء أداؤها مرة واحدة في اليوم.
وهذه الممارسة الروحية لرسم ال«إنسو» أو كتابة الخط الياباني لتحقيق الذات تسمى hitsuzendō «هيتسوزيندو». يجسد ال«إنسو» الأبعاد المختلفة لمنظور wabi-sabi والجمالية اليابانية: fukinsei (عدم التماثل، عدم الانتظام)، kanso (البساطة)، koko (الأساسي؛ التجوية)، shizen (بدون ادعاء؛ طبيعي)، yugen (نعمة عميقة بمهارة)، datsuzoku (الحرية)، وسيجاكو (الهدوء).

## استخدامات إيسو خارج زن
- قد يكون تصميم (Apple Campus 2)، المقر الرئيسي لشركة آبل على شكل حلقة، مستوحى أيضًا من شركة إنسو.[3]
- تستخدم إي إم دي عنصرًا إضافيًا في تسويق معالجات Athlon و Ryzen مع بنية Zen الدقيقة.
- يحمل كتاب الفيلسوف جوزيف كامبل، البطل بألف وجه، هذا الرمز على غلافه الذي يمثل الإبداع وحرية التعبير غير المقيدة في الفن / الأدب.
- أصدر بنك إتش إس بي سي بطاقة تحمل اسم صفر باستخدام شعار إنسو.
- ما بين عامي 1995 و 2006 ، استخدمت Lucent Technologies شعار «أنسو» الأحمر،[4] الذي صممه (Landor Associates) بهدف نقل الإبداع والإلحاح.[5]
- يستخدم كتاب (The Lean Startup) علامة «إنسو» على الغلاف، كأحد المفاهيم في النهج يتضمن دورة التعلم «بناء - قياس - تعلم»
- يسمى تطبيق الهاتف الذكي للتأمل «أنسو».[6]
- يعرض معرض «إنسو» في ماليبو، كاليفورنيا لوحات «إنسو» المستوحاة من زن للفنان المحلي تايلر إل بارنيت.[7]
- يتميز MINDBODY بشكل بارز بعلامة إضافية في شعار الشركة.
- تستخدم الضعف في Ensō bootloader التي تسمح لاستغلال HENkaku في وحدات تحكم «بلاي ستيشن فيتا» PlayStation Vita تستخدم وحدات التحكم للتشغيل بشكل دائم علامة «أنسو» كشعار لها.
- يستخدم KOAN Sound علامة مفتوحة ك«إنسو» في شعارهم كحرف "O".